# Challa Mayu
Challa Mayu ist eine Ortschaft im Departamento Potosí im Hochland des südamerikanischen Anden-Staates Bolivien.

## Lage im Nahraum
Challa Mayu ist eine Gemeinde im Kanton Anthura im Municipio Tinguipaya in der Provinz Tomás Frías. Die Ortschaft liegt auf einer Höhe von 3946 m am Ufer des Río Challa Mayu, der sich unterhalb der Ortschaft mit dem Río Yarviri vereinigt und in seinem weiteren Verlauf zum Río Pilcomayo fließt, einem Nebenfluss von Río Paraguay und Río Paraná.

## Geographie
Challa Mayu liegt am östlichen Rand des bolivianischen Altiplano vor der Cordillera Azanaques, die ein Teil der Gebirgskette der Cordillera Central ist. Das Klima der Region ist ein typisches Tageszeitenklima, bei dem die mittleren täglichen Temperaturschwankungen deutlicher ausfallen als die jahreszeitlichen Schwankungen.
Die Jahresdurchschnittstemperatur der Region liegt bei 4 °C (siehe Klimadiagramm Cruce Culta) und schwankt zwischen 0 °C im Juni und Juli und 6 °C von November bis Januar. Der Jahresniederschlag beträgt nur 350 mm, bei einer ausgeprägten Trockenzeit von April bis Oktober mit Monatsniederschlägen unter 15 mm und nennenswerten Niederschlägen nur von Dezember bis März mit 60 bis 80 mm Monatsniederschlag.

## Verkehrsnetz
Challa Mayu liegt in einer Entfernung von 89 Straßenkilometern nordwestlich von Potosí, der Hauptstadt des gleichnamigen Departamentos.
Von Potosí aus führt die Nationalstraße Ruta 1 in nördlicher Richtung über Tinguipaya nach Challa Mayu und weiter nach Poopó, Oruro und El Alto, der Nachbarstadt von La Paz, und nach Desaguadero am Titicacasee.
In Challa Mayu zweigt eine Landstraße in nordöstlicher Richtung von der Ruta 1 ab, die nach zwanzig Kilometern die Ortschaft Anthura erreicht, die wiederum fünf Kilometer westlich des Río Tinguipaya liegt.

## Bevölkerung
Die Einwohnerzahl der Ortschaft ist im vergangenen Jahrzehnt um etwa ein Viertel zurückgegangen:
| Jahr | Einwohner         | Quelle       |
| ---- | ----------------- | ------------ |
| 1992 | keine Detaildaten | Volkszählung |
| 2001 | 200               | Volkszählung |
| 2012 | 152               | Volkszählung |
| 2024 |                   | Volkszählung |

Die Region weist einen deutlichen Anteil an Quechua-Bevölkerung auf, im Municipio Tinguipaya sprechen 99,3 Prozent der Bevölkerung Quechua.